# Joseph Clement
Joseph Clement (né le 13 juin 1779 à Great Asby dans le Westmorland et mort le 28 février 1844 dans le district londonien de Southwark) est un ingénieur et industriel britannique, célèbre pour la fabrication de la machine à différence de Charles Babbage (1824 puis 1833).

## Biographie

### Apprentissage
Joseph Clement était le fils d'un tisserand possédant son propre métier à tisser manuel. Quoiqu'il eût appris à lire et à écrire à l'école du village, il apprit la mécanique et les sciences naturelles de son père Thomas, qui s'était construit un tour à bois. Il travailla d'abord comme tisserand, puis comme couvreur, et apprit le travail des métaux d'un forgeron local. Armé de cette expérience, il fabriqua son propre tour à bois, avec lequel il fabriquait des instruments à vent.
Vers 1805, il réparait les métiers à tisser d'une filature de Kirkby Stephen, lorsqu'il décida de chercher fortune à Carlisle puis à Glasgow, où il apprit la géométrie descriptive de Peter Nicholson,. En 1812, il travaillait aux ateliers Leys, Masson & Co. d’Aberdeen, tout en suivant les conférences de philosophie naturelle du Marischal College.

## L'industriel
En 1813, il partit pour Londres, travaillant d'abord pour le compte d’Alexander Galloway (de) à Holborn. En quête d'un salaire plus convenable à son activité, il se fit embaucher chez Joseph Bramah à Pimlico. Bramah lui proposa immédiatement de doubler son salaire à condition qu'il s'engage à travailler chez lui pour les cinq années à venir, à compter du 1er avril 1814 ; il le nomma premier dessinateur industriel et directeur d'atelier.
À la mort de Bramah, Clement se fit recruter comme chef-projeteur chez Maudslay, Sons & Field de Lambeth. Il joua un rôle décisif dans l'amélioration des moteurs de marine de la compagnie. Mais dès 1817 il décidait de se mettre à son compte, encouragé en cela par le duc de Northumberland, qui visitait volontiers l'usine de Maudslay. Clement avait épargné un capital de £500 qui lui permit d'équiper un petit atelier de mécanique de précision au no 21 de Prospect Place, dans le quartier de Newington.
En 1818, il se vit décerner la médaille d'or de la Society for the Encouragement of Arts pour l’invention d'un ellipsographe, pour lequel il s'était inspiré d'un pantographe utilisé par les charpentiers.
Clement se passionnait pour les machines-outils motorisées, et particulièrement les tours d'usinage. Il améliora leur fabrication sur plusieurs points, ce qui lui valut derechef la médaille d'or Isis de la Society for the Encouragement of Arts en 1827. L'année suivante il apporta à ces machines un porte-foret adaptable, qui lui valut cette fois la médaille d'argent de la Society.
La même année (1828), Clement se lança dans la fabrication de tarauds à fileter en creux et milita pour l’adoption d'une norme de filetage, fixant pour chaque vis de longueur donnée un nombre déterminé de filets, avec un angle d'attaque fixé. Joseph Whitworth, qui n'était à cette époque qu'un des ouvriers de Clement, devait jouer un rôle décisif en ce sens, puisque le « pas Whitworth » s'imposa finalement comme la norme au Royaume-Uni.
Des fraiseuses de Clement, le technologue américain J. W. Roe a pu dire : « Clement construisit sa première fraiseuse en 1820 […] Quelques années plus tard, il construisit sa grande fraiseuse, une machine remarquable tant du point de vue mécanique qu'économique. Mr. Varley en a donné une description complète dans les Transactions of the Society of Arts de Londres en 1832, illustrée de planches gravées à partir des propres dessins de Clement […] Elle était articulée et pouvait servir à usiner aussi bien des pièces circulaires qu'hélicoïdales, coniques ou plates. Elle offrait une surface utile de 6 pieds carrés et était manœuvrée manuellement […] Pendant plus de dix ans, elle fut la seule de cette taille ; on l'utilisait jour et nuit pour les pièces à façon, et elle assurait l'essentiel des revenus de Clément. »

### Collaboration avec Charles Babbage

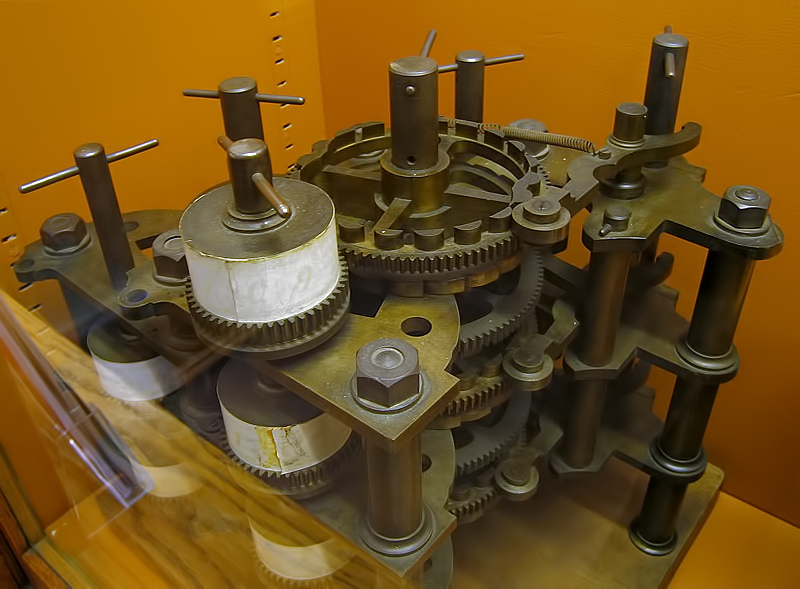
Une partie de la machine à différence de Charles Babbage

La perfection reconnue des tours Clement, l’excellence de cet industriel dans la mécanique de précision le firent remarquer en 1823 de Charles Babbage, qui lui confia la réalisation de sa calculatrice mécanique, la « machine à différence ». Le prix élevé des outils qu'il lui fallut produire pour l'occasion provoquèrent la rupture avec Babbage (à l'époque, les ouvriers étaient autorisés à conserver les outils qu'ils avaient été amenés à fabriquer dans le cadre de la fabrication), mais bientôt sa réputation et la qualité de ses machines rétablirent ses affaires.

### Dernières années
Clement se consacra enfin de plus en plus à la facture d'instruments de musique : il fit construire un orgue. Il mourut en février 1844 au no 31 de St George's Road, à Southwark. Il vivait depuis longtemps en concubinage avec une certaine Agnes Esson du comté de Durham, qui lui avait donné une fille, Sarah Clement.